# Bogomir, Hajdú-Bihar
Bogomir (în maghiară Bagamér)  este un sat în districtul Nyíradony, județul Hajdú-Bihar, Ungaria, având o populație de 2.615 locuitori (2011). 

## Demografie
Componența etnică a satului Bagamér
     Maghiari (84,23%)
     Romi (14,79%)
     Necunoscut (0,15%)
     Alții (0,83%)
Componența confesională a satului Bagamér
     Reformați (47,34%)
     Fără religie (14,49%)
     Greco-catolici (6,73%)
     Romano-catolici (5,32%)
     Necunoscută (25,66%)
     Alte religii (2,56%)
Conform recensământului din 2011, satul Bagamér avea 2.615 locuitori. Din punct de vedere etnic, majoritatea locuitorilor (84,23%) erau maghiari, cu o minoritate de romi (14,79%). Apartenența etnică nu este cunoscută în cazul a 0,15% din locuitori. Nu există o religie majoritară, locuitorii fiind reformați (47,34%), persoane fără religie (14,49%), greco-catolici (6,73%) și romano-catolici (5,32%). Pentru 25,66% din locuitori nu este cunoscută apartenența confesională.